# Dipartimento di General Alvear (Corrientes)
General Alvear è un dipartimento argentino, situato nella parte centro-orientale della provincia di Corrientes, con capoluogo Alvear.
Esso confina con i dipartimenti di Santo Tomé e San Martín, e con la repubblica del Brasile.
Secondo il censimento del 2001, su un territorio di 1.954 km², la popolazione ammontava a 8.147 abitanti, con un aumento demografico dell'8,73% rispetto al censimento del 1991.
Il dipartimento comprende 2 comuni: General Alvear e Estación Torrent.